# Liste der Naturdenkmale in Schönaich
| Naturdenkmale | Anzahl |
| ------------- | ------ |
| FND           | 15     |
| END           | 4      |
| Gesamt        | 19     |

Die Liste der Naturdenkmale in Schönaich nennt die verordneten Naturdenkmale (ND) der im baden-württembergischen Landkreis Böblingen liegenden Gemeinde Schönaich. In Schönaich gibt es insgesamt 19 als Naturdenkmal geschützte Objekte, davon 15 flächenhafte Naturdenkmale (FND) und 4 Einzelgebilde-Naturdenkmale (END).
Stand: 1. November 2016.

## Flächenhafte Naturdenkmale (FND)
| Name                                         | Bild | Kennung     | Einzelheiten | Position | Fläche Hektar | Datum         |
| -------------------------------------------- | ---- | ----------- | ------------ | -------- | ------------- | ------------- |
| Eichenhain Untere Elsenhalde mit Kaisereiche | BW   | 81150440019 | Schönaich    | ⊙        | 0,3           | 14. Dez. 1993 |
| Feuchtbiotop Obere Rauhmühle                 | BW   | 81150440006 | Schönaich    | ⊙        | 1,2           | 14. Dez. 1993 |
| Feuchtbiotop Pläppern                        | BW   | 81150440010 | Schönaich    | ⊙        | 1,8           | 14. Dez. 1993 |
| Feuchtbiotop Sulzbachtal                     | BW   | 81150440020 | Schönaich    | ⊙        | 1,4           | 14. Dez. 1993 |
| Feuchtwiesen Ghägnet                         | BW   | 81150440014 | Schönaich    | ⊙        | 0,4           | 14. Dez. 1993 |
| Halbtrockenrasen Bühläcker                   | BW   | 81150440012 | Schönaich    | ⊙        | 3,9           | 14. Dez. 1993 |
| Halbtrockenrasen u. Feuchtbiotop Geröhrich   | BW   | 81150440005 | Schönaich    | ⊙        | 0,8           | 14. Dez. 1993 |
| Halbtrockenrasen u. Feuchtbiotop Grillenberg | BW   | 81150440004 | Schönaich    | ⊙        | 2,1           | 14. Dez. 1993 |
| Halbtrockenrasen und Linde Aichhalde         | BW   | 81150440007 | Schönaich    | ⊙        | 0,3           | 14. Dez. 1993 |
| Halbtrockenrasen Unteres Lehle               | BW   | 81150440003 | Schönaich    | ⊙        | 1,1           | 14. Dez. 1993 |
| Hangquellwiesen Wüster Weinberg              | BW   | 81150440021 | Schönaich    | ⊙        | 1,2           | 14. Dez. 1993 |
| Pflanzenstandort Alter Weg                   | BW   | 81150440011 | Schönaich    | ⊙        | 2,4           | 14. Dez. 1993 |
| Pflanzenstandort Buchenklinge/Egerten        | BW   | 81150440017 | Schönaich    | ⊙        | 0,8           | 14. Dez. 1993 |
| Pflanzenstandort Kohlklinge/Neuwiesen        | BW   | 81150440009 | Schönaich    | ⊙        | 5,0           | 14. Dez. 1993 |
| Pflanzenstandort Weihdorf                    | BW   | 81150440013 | Schönaich    | ⊙        | 2,8           | 14. Dez. 1993 |
| Legende für Naturdenkmal                     |      |             |              |          |               |               |

## Einzelgebilde (END)
| Name                          | Bild | Kennung     | Einzelheiten | Position | Fläche Hektar | Datum         |
| ----------------------------- | ---- | ----------- | ------------ | -------- | ------------- | ------------- |
| Eiche an der Kohlklinge       | BW   | 81150440008 | Schönaich    | ⊙        | 0,0           | 14. Dez. 1993 |
| Eiche (genannt Eichele)       |      | 81150440001 | Schönaich    | ⊙        | 0,0           | 30. Mai 1994  |
| Linde am Steinbaß             |      | 81150440002 | Schönaich    | ⊙        | 0,0           | 30. Mai 1994  |
| Starke Eiche Obere Elsenhalde |      | 81150440018 | Schönaich    | ⊙        | 0,0           | 14. Dez. 1993 |
| Legende für Naturdenkmal      |      |             |              |          |               |               |